# Julien Laffite
 (mars 2017).
Si vous disposez d'ouvrages ou d'articles de référence ou si vous connaissez des sites web de qualité traitant du thème abordé ici, merci de compléter l'article en donnant les références utiles à sa vérifiabilité et en les liant à la section « Notes et références ».
Pas d'image ? Cliquez ici
Julien Laffite est un joueur de rugby à XIII français qui évolue au Saint-Estève XIII Catalan.